# Шевелево (Кимрский район)
Шевелёво — деревня в Кимрском районе Тверской области. Входит в состав Центрального сельского поселения.

## География
Находится в юго-восточной части Тверской области на расстоянии приблизительно 2 км на север по прямой от районного центра города Кимры в левобережной части района.
Расположена на безымянном ручье, притоке реки Шибловки.

## История
Известны были с 1628 года Большое Шевелёво с 7 дворами и Малое Шевелёво с 2 дворами, принадлежали старице Ирине Ивановне Мстиславской. С 1645 года владение московского Архангельского собора. В 1780-х годах 11 дворов (уже единая деревня), в 1806 — 23. В 1859 году здесь (деревня Корчевского уезда Тверской губернии) было учтено 23 двора, в 1887 году — 42.

## Население
Численность населения: 54 человека (1780-е годы), 128 (1806), 195 (1859 год), 246 (1887), 134 (русские 66 %) в 2002 году, 82 в 2010.